# یادداشت مشورتی ارتباطات امنیت ملی و امنیت سیستم‌های اطلاعاتی
یادداشت مشورتی ارتباطات امنیت ملی و امنیت سیستم‌های اطلاعاتی (کوتاه شده: NSTISSAM) مجموعه‌ای از اسناد مرجع هستند که از سوی آژانس امنیت ملی ایالات متحده آمریکا منتشر می‌شوند. این اسناد اطلاعات طبقه‌بندی‌شده هستند. اما در برخی از آنها (به غیر از جزئیات فنی) از طبقه‌بندی خارج شده و به صورت همگانی در دسترس قرار گرفته‌اند.

### فهرست اسناد منتشر شده
- NSTISSAM TEMPEST/1-92، با عنوان "الزامات آزمون آزمایشگاهی الکترومغناطیسی فضای کامپوزیتی" [۲]
- NSTISSAM TEMPEST/2-95، با عنوان "راهنمای نصب قرمز/سیاه" [۳]